# エッシャー弦楽四重奏団
エッシャー弦楽四重奏団（エッシャーげんがくしじゅうそうだん Escher String Quartet）は、2005年に結成されたアメリカ合衆国の弦楽四重奏団。ニューヨークを拠点として活動している。
2013年、エヴェリー・フィッシャー・キャリアグラントを受賞。現在、リンカーン・センター室内楽協会（Chamber Music Society of Lincoln Center）のレジデンスアーティストである。
ツェムリンスキーの作品で一躍脚光をあび、深い音楽的な洞察やたぐいまれな色調の美しさに高い評価を受けている。
カルテットの名前はオランダの現代画家M.C.エッシャーに由来している。

## メンバー
- アダム・バーネット＝ハート（第1ヴァイオリン）
- アーロン・ボイド（第2ヴァイオリン）
- ピエール・ラポイント（ヴィオラ）
- デイン・ヨハンセン（チェロ）

## 録音
- ミュージック・アット・メンロー音楽祭「ブリッジング・ザ・エイジズ5」（2008）
- エイミー・ビーチ：ピアノクインテット（2011）
- ストーニー・ブルック・サウンディングス第1集（2011）
- ツェムリンスキー：弦楽四重奏曲集 第1集（弦楽四重奏曲第3番、4番、二つの楽章）（2013）
- ツェムリンスキー：弦楽四重奏曲集 第2集（弦楽四重奏曲第1番、2番）（2014）
- メンデルスゾーン：弦楽四重奏曲集（2014）